# Kolno (powiat międzychodzki)

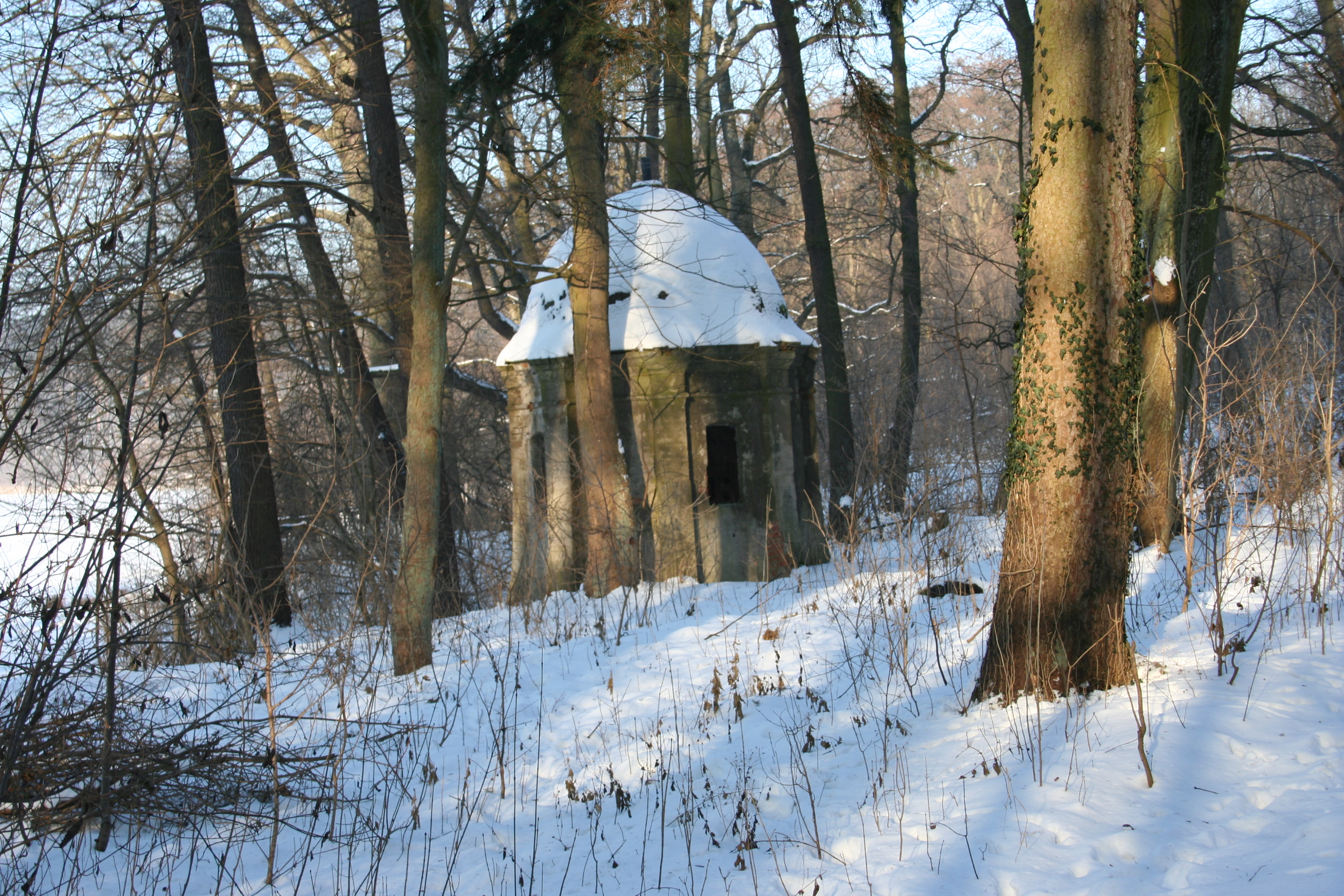
Pozostałości parku oraz zabudowań dworskich w Kolnie

Kolno – niewielka wieś sołecka w Polsce, położona w województwie wielkopolskim, w powiecie międzychodzkim, w gminie Międzychód, nad Jeziorem Koleńskim, 4 km na wschód od Międzychodu.

## Historia
Miejscowość pierwotnie związana była z Wielkopolską. Ma metrykę średniowieczną i istnieje co najmniej od XIV wieku. Wymieniona w dokumencie zapisanym po łacinie z 1390 pod obecną nazwą "Kolno", a później także w 1392 "Kolno", 1399 "Colno", 1464 "Colnyno" .
Miejscowość wspominały historyczne dokumenty prawne, własnościowe i podatkowe. W 1435 Dobrogost Koleński toczy proces z Mikołajem oraz Andrzejem z Kamionny o granicę między Kolnem i Prusimiem a Kamionną. Spór rozpatrzył sąd polubowny. W latach 1390–1412 właścicielem wsi był Stanisław Koleński z Kolna. W 1499 wieś należała do powiatu poznańskiego Korony Królestwa Polskiego, a w 1508 do parafii Kamionna .
W 1580 była wsią szlachecką położoną w powiecie poznańskim województwa poznańskiego w Rzeczypospolitej Obojga Narodów.
W okresie Wielkiego Księstwa Poznańskiego (1815-1848) miejscowość należała do wsi większych w ówczesnym pruskim powiecie Międzyrzecz w rejencji poznańskiej. Kolno należało do okręgu międzychodzkiego tego powiatu i stanowiło odrębny majątek, którego właścicielem był wówczas rząd pruski w Berlinie. Według spisu urzędowego z 1837 roku wieś liczyła 268 mieszkańców, którzy zamieszkiwali 15 dymów (domostw). Wzmiankowany był wówczas także Kolno młyn (1 dom, 8 osób).

### II wojna światowa
W 1939 po kampanii wrześniowej miejscowość wraz z całą Wielkopolską została zajęta przez III Rzeszę. Nazistowskie władze Niemiec utworzyły na tym terenie tzw. Kraj Warty i rozpoczęły masowe wysiedlenia z niej ludności polskiej, a później zasiedlanie miejsc po nich ludnością niemiecką w ramach akcji Heim ins Reich (pol. „Powrót do domu w Rzeszy”). Przesiedlenia te miały miejsce również na terenie powiatu międzychodzkiego. W 1940 przeprowadzono je w dwóch falach: w pierwszych miesiącach 1940 oraz latem tego roku. Do Kolna akcja ta dotarła w drugiej fali jaka miała miejsce w sierpniu 1940. Jednostki SS wysiedliły wówczas ze wsi wszystkich mieszkańców Kolna czyli około 200 osób. Rodziny przewieziono wozami konnymi do punktu zbornego w Gorzyniu, a następnie do obozu w Łodzi. Po dokonanej selekcji część osób skierowano do pracy przymusowej na roli w III Rzeszy.

W latach 1975–1998 miejscowość należała administracyjnie do województwa gorzowskiego.

## Turystyka
Przez Kolno przebiegają liczne szlaki turystyczne:
- Szlaki rowerowe:
  -  europejski Szlak Stu Jezior (SSJ) Trasa R8: Międzychód → Bielsko → Jezioro Koleńskie → Kolno → Kamionna → Prusim → Chalin → Jezioro Wielkie → Sieraków- Lesionki → Ryżyn → Chrzypsko Wielkie → Łężeczki → Białokosz → Gnuszyn → Szamotuły →→ (...)
- Szlaki piesze:
  -  PTTK międzychodzki: Międzychód (0) → Bielsko (0,6) → RP "Kolno Międzychodzkie" (4,2) → Kamionna (8,3) → RP "Dolina Kamionki" (13) → Krzyżkówko (20,6) → Lewice (23,9)
  -  PTTK sierakowsko-kwilecki: Sieraków → RP Buki nad Jeziorem Lutomskim → punkt widokowy "Góra Głazów" → Kurnatowice → Prusim → jez. Lubiwiec → prom na Warcie → Zatom Nowy → Kukułka → jez. Lichwin → Jezioro Bucharzewskie → Chojno → Mokrz (65,1 km)
  -   PTTK międzychodzki: Gorzycko Stare → Międzychód (rynek) → Bielsko → Jezioro Koleńskie → Ławica → Góra → Sieraków → przez Wartę → Bucharzewo → Kobusz → Miały  (59,6 km) 
  -  PTTK międzychodzki (I): RP "Kolno Międzychodzkie" → Zielona Chojna → Aleksandrowo → Międzychód → przez Wartę → Przedlesie → Radgoszcz → Kaplin → Radusz → "Matecznik" Błoto → Kukułka → RP "Czaple Wyspy" → RP "Mszar nad jeziorem Mnich" → Kobylarnia → szlak  → Sieraków (44,8 km)